# Romuald II., salernski nadškof
Romuald Guarna, verjetno najeminentnejši salernski nadškof srednjega veka. Na tem položaju je bil od leta 1153 do smrti  (* med 1110 in 1120, † 1. april 1181 ali 1182) 

## Življenjepis
Rojen je bil v Salernu v stari Langobardski plemiški družini. Prvič je omenjen v Chronicon sive Annales, pomembnem zgodovinskem zapisu tistega časa. V mladosti je v salernski medicinski šoli (Schola Medica Salernitana) študiral medicino, poleg nje pa še zgodovino, pravo in teologijo. Po študiju je bil imenovan za kardinala-diakona cerkve sv. Marije v Via Lati in je služil papežu Pashalu II. kot diplomat. Skupaj s Petrom, kardinalom-škofom Porta, je posredoval v sporu med nadškofom Beneventa Landulfom II. in papeževim policijskim uradnikom v Beneventu Landulfom Greškiml. Po smrti Viljema Ravenskega je bil povišan v salernskega nadškofa.
Bil je diplomat kraljev Viljema I. in Viljema II. Sicilskega  Leta 1156 je izpogajal Beneventsko mirovno pogodbo in leta 1177 podpisal Beneški mir. Verjetno je bil vpleten v zaroto proti admiralu Maiju Barijskemu, vendar zato ni padel v nemilost in je celo opravil kronanje kralja Viljema II. V svoji kroniki lastne dosežke močno precenjuje: pretiravanje se začne že na samem začetku kronike in se nadaljujejo do leta 1178. 
Leta 1160-1161 je obranil Salerno pred besnim Viljemom II., ki je hotel maščevati Majov umor. Samo s pomočjo salernskega plemstva in njegovih zvez s kraljevimi zaupniki se je mesto izognilo maščevanju. 
Leta 1167 je kot najvišji cerkveni dostojanstvenik v katedrali v Palermu kronal kralja Viljema II.
Leta 1179 je na cerkvenem koncilu obsodil Albižane. 
Nasledil ga je Nikolaj Ajellski.